# Persicula persicula
Persicula persicula, tên tiếng Anh: spotted marginella, là một loài ốc biển rất nhỏ, là động vật thân mềm chân bụng sống ở biển trong họ Cystiscidae.

## Miêu tả
Loài này có kích thước giữa 13 mm and 25 mm

## Phân bố
Chúng phân bố ở Đại Tây Dương dọc theo Cape Verde, Mauritania, Guinea và Liberia; ở Ấn Độ Dương dọc theo Madagascar.